# Lebadang
Lê Bá Đảng (Lê, son nom, Bá, son nom intercalaire et Đảng, son prénom), de son nom d’artiste Lebadang, né le 27 juin 1921 à Bich La Dông province de Quang Tri près de Huê, ancienne capitale impériale du Viêt Nam, et mort le 7 mars 2015 à Paris 13e, est un peintre, graveur et sculpteur vietnamien naturalisé français en 1980.
Il a passé l’essentiel de sa vie en France, avec quelques séjours aux États-Unis et au Japon.
Son œuvre comprend, après ses études à l’école des beaux-arts de Toulouse (de 1942 à 1948), ses premiers dessins, peintures, lithographies et gravures aux thèmes assez classiques que suivirent, dès 1955, des réalisations reconnues par les critiques d’art. Le Cincinnati Art Museum lui consacre sa première exposition personnelle aux États-Unis en 1966. Il réalise, en 1985, ses premiers Espaces, des œuvres en papier qui combinent plusieurs techniques par collage et superposition, entre sculptures et bas-reliefs, comme une synthèse et un dépassement de ces deux formes d’expression.
La France lui a rendu hommage en le faisant chevalier de l’ordre des Arts et des Lettres en 1994. Diverses distinctions lui ont été décernées aux États-Unis, en Angleterre et au Viêt Nam. II a été commissionné pour réaliser l’épée d’académicien de Jacques Ruffié. Il a créé les décors et costumes pour l’opéra My Châu - Trong Thuy à l'Opéra de Paris, en 1977, édité plusieurs portfolios de lithographies, dont Huit chevaux en 1964, son premier portfolio en relief, sans couleurs ni encre, sur des poèmes et calligraphies de Chou Ling, conçu des sculptures pour le verrier Daum et réalisé un grand Espace dans les carrières de la « Cathédrale d’Images » des Baux-de-Provence en 1997.
Au Viêt Nam, la ville de Huê et les autorités de la province de Thùa Thiên-Huê ont inauguré, en présence de l’artiste en 2006, la « Fondation d’Art Lebadang » qui conserve et expose en permanence plus de 400 œuvres de l’artiste reflétant plus de 70 ans de création.
Ses œuvres sont présentes dans de nombreuses collections privées, notamment aux États-Unis, au Japon et en France.
En 2015, Myshu Lebadang, son épouse, fait une donation au musée Cernuschi d'un ensemble d'œuvres sur papier qui reflète toute l'étendue des recherches plastiques et des innovations techniques de l'artiste dans le domaine de l'estampe.
Le 21 avril 2019 est inauguré en présence de Myshu Lebadang le « Lebadang Memory Space » situé à Kim Son, près de Huê au Viêt Nam.

Le 11 mars 2022, parution de la première monographie (Lebadang 1921-2015)consacrée à Lebadang aux Éditions Lelivredart sous la direction de Luc HO. L’ouvrage est en version bilingue français/anglais, il a pour vocation de contribuer au rayonnement de l’œuvre de l’artiste 
Elle est une invite à découvrir l’œuvre et le parcours singulier de cet artiste exilé entre un Orient nostalgique et un Occident magnifié qu’il cherchera à transcender à travers son œuvre, en explorant des techniques diverses jusqu’à en créer de nouvelles. Une œuvre ouverte, prolifique et comme incessante qui débouchera sur La comédie humaine en référence à l’œuvre éponyme d'Honoré de Balzac qui représente la condition humaine selon Lebadang, et sur la série novatrice des Espaces, des œuvres sur papier entre sculpture et bas-relief, comme une synthèse et un dépassement de ces deux formes d'expression (Luc HO). 

## Biographie

### Enfance et jeunesse au Viêt Nam
Lebadang est né le 27 juin 1921 à Bich La Dông (province de Quang Tri, près de Huê), dans une famille de paysans aisés. C'est à Bich La Dông et Quang Tri qu'il fait ses études primaires. Dès son adolescence, il ressent le besoin d'échapper à sa condition et de partir en France. En 1939, il s’engage volontairement au service de la Main d’Œuvre Indigène (M.O.I) rattaché au ministère du Travail français. Son père ne pourra pas annuler son engagement et assistera, désemparé, au départ de son fils. Lebadang fera partie de ces « travailleurs indochinois » souvent recrutés de force par l’État français, au début de la Seconde Guerre mondiale, pour remplacer les ouvriers français mobilisés et travailler dans les usines d’armement et les poudreries pour la Défense nationale.
Cette période fera l'objet d'un livre (paru en 2009 aux Éditions Actes Sud) Immigrés de force : les travailleurs indochinois en France, 1939-1952 écrit par Pierre Daum et d'un film (sorti le 30 janvier 2013) Công Binh, la longue nuit indochinoise de Lam Lê inspiré par l'ouvrage de Pierre Daum, deux œuvres dans lesquelles Lebadang est cité.
Arrivé à Marseille en mars 1940, après un passage à la nouvelle prison des Baumettes, il est interné dans un camp comme de nombreux autres travailleurs indochinois. Prisonnier des Allemands pendant plus de 14 mois, il s’évade et regagne son unité en Camargue où il travaille à la réimplantation de la riziculture avec d’autres travailleurs indochinois. De retour au camp de la M.O.I de Marseille, il est envoyé au camp disciplinaire de Lannemezan dans les Hautes-Pyrénées après une altercation avec un officier français. Il parvient à nouveau à s’évader du camp disciplinaire de Lannemezan et rejoint Toulouseen zone libre.

### De Toulouse à Paris
De 1942 à 1948, il suit les cours à l'école des beaux-arts de Toulouse et s'inscrit « aux cours de peinture de M. Espinasse et aux leçons de sculpture de M. Manin ». Dans l’atelier de sculpture, il réalise en ronde-bosse le buste très réaliste d’un de ses condisciples et un nu féminin en pied qui montre déjà un dessin très sûr et une maîtrise des volumes. C’est là qu’il dit avoir trouvé la vraie France, l’amitié chaleureuse et solidaire, la culture qui l’avait toujours fasciné. C’est à l’école des beaux-arts de Toulouse qu’il rencontre Thérèse de Longueval qui deviendra l’épouse du professeur Jacques Ruffié, dont Lebadang réalisera l’épée d’académicien en 1991. Sa condition s’améliore, il crée des affiches pour l’opéra de Toulouse (Britannicus), des événements culturels et sportifs. En juin 1948, il obtient son diplôme et gagne un concours d’affiches publicitaires. Avec l'argent du concours, il part pour Paris où règne une effervescence culturelle qui l'attire.
En 1950, dans le milieu des Vietnamiens de Paris, il rencontre Myshu (de son vrai nom Micheline Nguyên Hai), née au Havre le 5 juillet 1929, qui deviendra son épouse. Ce seront ses débuts à Paris, rue de la Montagne-Sainte-Geneviève, le quartier Mouffetard et la galerie Au Seuil Étroit, en face de Notre-Dame. Il peint un de ses premiers autoportraits à l'huile dans une gamme de gris et de bleus sur une toile de lin brut et dessine à l'encre de Chine, rehaussé d'aquarelle, des scènes de la vie quotidienne dans un style assez réaliste entre la pochade et l'esquisse sur le vif. Il fera une série de chats à l'encre de Chine d'après le sonnet Les Chats de Charles Baudelaire extrait de ses Fleurs du mal.
En 1951, il dessine le portrait de son père décédé à Bich La Dông, au Viêt Nam. Ce dessin fait de mémoire lui rend hommage. Parti en 1939, il ne reverra plus jamais son père. Le 14 mai, de la même année, naît Fabrice, dit « Touty », à Paris.
En 1953, il réalise une série d’encres de Chine et de lavis qui évoque la nostalgie des paysages de son pays natal et commence à peindre des jonques et des chevaux. En 1954, il entreprend des encres sur papier qui représentent des scènes de la guerre d’Indochine, notamment la bataille de Diện Biên Phủqui marque la fin de la guerre d’Indochine.

### Premières expositions
Ses premières expositions à Paris et en province (Cannes, Aix-en-Provence, Montpellier et Nantes) sont accueillies avec intérêt dans la presse. Pour Fernand Dartigues « Les chevaux de Le Ba Dang naissent du mouvement et de la lumière. »
En 1956, la galerie de l’Odéon présente sa troisième exposition personnelle. Il expose également à la galerie Au Seuil Étroit en face de Notre-Dame à Paris. Cette minuscule galerie, qui jouxte la librairie Shakespeare and Company fondée par George Whitman, lui est prêtée par Roger Maria alors directeur artistique du Théâtre du Lucernaire. Il l’aménage comme un espace d’exposition. La galerie présente notamment les peintures de l’artiste viennois Hundertwasser. Autour de Roger Maria, un embryon de collectionneurs commence à se dessiner et à s’intéresser aux œuvres de Lebadang. M. Maestroni, alors directeur de la galerie Cézanne, lui organise sa première exposition à Cannes.
En 1958, à Paris, il découvre la lithographie dans l’atelier Arts-Litho et fréquente l’atelier de Fernand Mourlot et celui de Jacques Desjobert.
L’Angleterre, l’Allemagne, la Suisse et la Norvège accueillent ses œuvres et lui ouvrent le chemin des États-Unis et l’intérêt des galeries et collectionneurs.

### Portfolio en relief
En 1964, il réalise Huit chevaux, son premier portfolio en relief, sans couleurs ni encre, sur des poèmes et calligraphies de Chou Ling, qui inaugure ses premières recherches sur la matière et les techniques de l'estampe.
En 1965, Il réalise un grand tableau (120 x 700 cm) sur la guerre du Viêt Nam qui se trouve désormais dans la collection de la Fondation Lebadang à Huê. Cette même année, Lyndon Baines Johnson ordonne des raids aériens en déclenchant l’opération Rolling Thunder et autorise l’utilisation du napalm, de la dioxine et l'agent orange.
En 1966, le Cincinnati Art Museum lui offre sa première exposition personnelle aux États-Unis. La même année, il expose à la Newman Contemporary Art Gallery à Philadelphie. L'année suivante, il achève un portfolio de lithographies La nature prie sans paroles sur un poème de Lao Tseu.
En 1967, Lebadang réalise deux peintures comme fondement ou matrice de son œuvre à venir. Le fond est divisé en plusieurs surfaces ou facettes, entre le clair et le foncé, un point ou une ligne, un point lumineux qui semble guider le regard, une ligne qui sépare et structure le tableau. Le fond est texturé avec une matière fluide, frottée et essuyée au chiffon. Par-dessus, les formes, en touches légères, sont comme imbriquées et semblent émerger de ce fond. Le premier tableau est un arbre sous une lune orange, le second est un cheval galopant dans un paysage crépusculaire. La palette est orange et rouge rehaussée de blanc et de jaune pour les couleurs claires, de bruns et de noir, avec du bleu, pour les couleurs foncées. Pour la première fois, dans le coin droit, en bas du tableau, et au-dessus de sa signature, l’artiste introduit un petit signe rectangulaire en couleur comme le sceau d’une estampe orientale.

### Estampe
L’année 1970 est placée sous le signe de l’estampe. Lebadang publie plusieurs portfolios et innove de nouvelles techniques dans l’estampe : gravures-reliefs, gaufrages, eaux-fortes sur fond gaufré, lithographies sur double papier japon, lithographies et reliefs, etc.
L'atelier d'imprimerie de Bernard Rémusat à Mougins près de Cannes et à Caillan, dans le Var, fut le lieu d'expérimentations pour toutes les estampes que créera Lebadang. Avec patience, talent et compréhension du résultat espéré par Lebadang, Bernard Rémusat multipliait les essais sur une antique presse à bras. Les matrices pour les gravures en relief, parfois trop dures, déchiraient le papier. Le travail était recommencé jusqu'à pleine satisfaction. La complicité entre l'artiste et l'imprimeur fut essentielle. Les thématiques de l'artiste sont habituelles, les gravures en relief sont des paysages abstraits qui amorcent la grande série des Espaces de 1985.

### Paysage indompdable
Entre 1969-1973, la série Paysage indomptable présente des peintures et des sculptures sur le thème de la guerre du Viêt Nam. Les peintures en noir et blanc, à la manière d'un Chu Ta, mais dans un style plus enlevé et où se lisent les mouvements du pinceau comme des signes calligraphiques, conciliant image et langage avec des fulgurances, des déplacements de matière, des écoulements, des projections, des frottements et des effacements. Elles représentent des paysages abstraits où la piste Hô Chi Minh est matérialisée par une ligne rouge. Très vite, le sceau, au début, un carré ou un losange de couleur rouge, par la suite, un carré avec à l'intérieur trois figures représentant la famille et la signature feront partie intégrante de l'œuvre. En 1974, il demandera à M. Lê Duc Tho, l’interlocuteur d’Henry Kissinger pour les accords de paix de Paris, de lui rapporter des débris de B-52 pour en faire des sculptures, des têtes de chevaux, des profils humains, des mains et des oiseaux, symboles de paix.

En 1974, l’écrivain Georges Conchon lui consacre un texte paru aux Éditions d’Art G.R.G, où il parle de cette lumière si particulière dans les peintures de Lebadang qu'il nomme « métamorphose de la nue » en référence à François-René de Chateaubriand et Louis de Fontanes et où le sujet en soi, les barques, les chevaux, l'eau en suspension, la nature tropicale seraient comme une « métamorphose de la lumière ».
« Les jonques et les chevaux qui peuplent la peinture de Lebadang me font penser à ces "petites figures qui flottent en l’air" remarquées par Chateaubriand sur tel vase grec montrant le corps d’Hector traîné au char d’Achille, dans lesquelles Fontanes lui apprit à reconnaître "comme une métamorphose de la nue", par quoi les anciens Grecs se plaisaient à représenter l’âme » (Georges Conchon).

### Circle Gallery
En 1974, lors de l'ArtExpo de New York, il rencontre John « Jack » Solomon, président de Circle Gallery aux États-Unis. Circle Gallery représentera les artistes Victor Vasarely, Erté, Sandro Chia et Yaacov Agam. S’ensuivra, pour Lebadang, une série d’expositions à travers toute l’Amérique. La même année, il reçoit une commande du verrier Daum de trois sculptures en pâte de verre, dont l’une, Le repos de l'étalon sera exposée en 1980, à l’Ambassade de France aux États-Unis pour l'exposition Pâte de verre - Sculpture présenté par « Cardel Ltd et Daum France » avec, notamment, des œuvres de Paloma Picasso, Salvador Dali, André Lhote et César.
Parallèlement à ses expositions aux États-Unis, Lebadang publie plusieurs portfolios, dont Ten Horses (1974), Fantaisies Suite (1976), Fleurs Série (1977) et pratique de nombreux médias et innove de nouvelles techniques dans l'estampe : gravures-reliefs, lithographies sur double papier japon, etc.
En 1977, il crée les décors et costumes pour l’opéra My Châu-Trong Thuy du compositeur vietnamien Nguyên Thiên Dao, sous la direction musicale de Marius Constant, pour l’Opéra de Paris (Salle Favart) dont l'administrateur général est Rolf Liebermann. Le livret met en scène la légende vietnamienne de la Citadelle de Cô Loa du royaume d'Au Lac et du tragique destin de la princesse Trong-Thuy. Pour Lebadang, « un décor n'est pas obligatoirement l'illustration statique d'une séquence d'opéra », il cherche la mobilité et l'illusion de la vie sur scène dans un décor minimaliste où les couleurs apportent une touche de vie. 
C'est en 1978, qu'il exécute un ensemble de sérigraphies et de paravents avec une « technique à l’or » mise au point par l’artiste dans les ateliers de Circle Fine Art à Chicago et New-York aux États-Unis, qu'il réunira sous le titre Lebadangraphy. Dans ces sérigraphies, la superposition des couches donne une matière soyeuse et unique avec un travail sur l’épaisseur de l’encrage, la transparence et l’opacité des couleurs.

En 1980, le décès de son fils le laisse meurtri et dans une crise profonde. Il réalise une tombe en acier inoxydable à la surface polie. Un mobile, avec le symbole du Yin et du Yang, s’anime au gré du vent et des flûtes laissent passer l’air. Sur le dessus, l’artiste a sculpté des scènes de la vie quotidienne. La tombe se trouve au cimetière du Montparnasse à Paris (21e division) où Lebadang repose à côté de son fils depuis 2015. 
« En créant son tombeau, je fais planer son âme en reflet où le ciel et les nuages, les oiseaux et les arbres s’animent avec les figurines qui représentent sa vie et la perpétuent comme le Yin et le Yang, le Vide et le Plein. » (Lebadang) 

### La comédie humaine
En 1981, il commence à travailler sur La comédie humaine en référence à l’œuvre de Honoré de Balzac et qui représente la condition humaine selon Lebadang. Création de dessins, aquarelles, peintures, gravures, lithographies, collages et sculptures, cet ensemble est fait de rêves et de souvenirs, d'images inspirées par la nature et les paysages du Viêt Nam dans lesquels Lebadang y place la figure humaine et des scènes de la vie quotidienne. Selon ses écrits, il y parle du passé, du présent et de l’avenir, de la joie et de la tristesse, de l’innocence de l’enfance, de l’ardeur de la jeunesse et de la vieillesse, entre la sérénité et l’angoisse.
Dans son atelier à Mougins, il travaille avec l’imprimeur Bernard Rémusat qui l'aide dans ses recherches sur la matière et le relief. Une ancienne presse à bras contribuera à la qualité d'impression et à l'originalité des œuvres.
Le sceau avec la signature, un carré de couleur rouge avec à l’intérieur trois figures représentant la famille (un couple et un enfant), apparaît désormais sur toutes ses œuvres.
Il réalise des sculptures en bois et en acier inoxydable qui représentent le même thème de la famille. Les sculptures ont peu de profondeur et sont en taille directe avec des évidements, des trouées, des percements, des pleins et des vides. Ce sont comme des découpes sur papier, mais en trois dimensions. Elles ne cherchent pas à représenter l’anatomie ou la figure humaine. Ce sont des silhouettes.
En 1984, il entreprend la création de bijoux d’artiste qui inaugure la série Art to Wear, des bijoux en or avec des perles et des pierres précieuses et qui préfigurent la série des Espaces.

### Espaces
En 1985, il démarre la série des Espaces en papier qui combinent plusieurs techniques par collage et superposition, entre sculptures et bas-reliefs, comme une synthèse et un dépassement de ces deux formes d’expression. Lebadang fait fabriquer son papier au Moulin de Larroque à Couze, en Dordogne, un papier pur chiffon fait main, très épais qu’il déchire à la main et colle par strates superposées jusqu’à obtenir une sorte de paysage en « relief » vu du ciel, un paysage vu de l'espace, telles les vues prises par les satellites. Les premiers Espaces sont monochromes, blancs ou noirs. à cette époque, il s’intéresse aux vues des planètes, aux vues aériennes des géoglyphes de Nazca au Pérou, prises par la photographe américaine Marilyn Bridges. Il y voit un lien entre l’homme et le Cosmos, l'altération du temps, ce que les Japonais nomment le « wabi-sabi ».

« A bien y regarder, l'œuvre de Lebadang paraît lunaire, silencieusement lunaire. Des espaces que l'on observe de haut, où le dénivelé et les aspérités du terrain nous rappellent les « terra incognita » des premiers explorateurs. Comme si cela était le royaume des esprits, le refuge de la mémoire des morts. Au premier regard, une œuvre où l'œil balaie des contrées glaciales et désertiques, où seule une nappe bleue vient nous faire soupçonner la présence d'un lac ou d'un glacier. Entre la sérénité et le silence qui précèdent les tempêtes. (François Nédellec, conservateur du musée de la Castre à Cannes) »

La même année, il entame une grande série d’aquarelles, des nus dans un paysage où le paysage devient corps et le corps, paysage. La palette est bleue avec des touches de rouge.
Une autre grande toile (100 x 1060 cm), une composition abstraite, un immense paysage vu d’en haut traversé par une ligne horizontale qui semble relier quatre entités comme des territoires immergés avec trois dominantes de couleur : ocre jaune pour la partie gauche, bleu-vert pour le centre et violet pour la partie droite.

### Japon
En 1987, lors d'un vernissage d'une exposition à la Circle Gallery de New York, il fait la connaissance de Marc Antoine Squarciafichi, connu sous son nom d'artiste Marcestel, qui vivait alors au Japon et était déjà en possession de nombreuses œuvres de Lebadang. Marc Antoine Squarciafichi devient son agent. Il l’introduit au Japon et l’accueille dans son atelier d’Izumisano-Shi près d’Osaka.
Expositions au Japon à Osaka, Tokyo, Kyoto, Nagoya et Ashiya où il présente un ensemble important de gravures-reliefs avec gaufrage sur papier et des eaux-fortes, des Espaces peints qu'il réunit sous le titre Au-delà du graphisme - Beyond the graphic chez Capestel Edition, à Tokyo.

### La consécration
Aux États-Unis, il reçoit le 25 janvier 1989 le prix de « The International Institute of Saint-Louis » de la ville de Saint Louis (Missouri), des mains de Mme Margie May qui, avec son mari, M. Morton D. May, ont été les donateurs de la collection des Max Beckmann du musée de Saint Louis.

En 1991, Il a été commissionné pour créer l’épée d’académicien du professeur Jacques Ruffié en collaboration avec le fondeur Pascal Arthus-Bertrand.
« Entre-temps, la renommée de Dang ne cesse de croître. Compte tenu de son talent et de notre vieille complicité qui défia le temps, je lui proposai de sculpter cette épée. » (Jacques Ruffié)
Il est fait citoyen d’honneur de « The City of New Orleans » à La Nouvelle-Orléans le 13 avril 1991.
Il organise une exposition « champêtre » dans son village natal à Bich La Dông pour honorer la mémoire de son père et de ses ancêtres.
Il voyage en Inde où il rencontre son amie Ruby Palchoudhuri, présidente de l'Alliance française, qui lui présente de nombreux artistes peintres, dont Paritosh Sen à Calcutta. Ces rencontres déboucheront sur sa première exposition en Inde, à Calcutta, en 1996, à la Birla Academy of Arts and Culture.
En 1992 il est nommé pour être « International Man of the Year » à Cambridge en Angleterre.
Lebadang est nommé chevalier de l’ordre des Arts et des Lettres, le 16 juin 1994 à Paris, par le ministre de la Culture et de la Francophonie Jacques Toubon.
En 1996, la Birla Academy of Arts and Culture de Calcutta organise sa première exposition personnelle en Inde. L’exposition présente des Espaces sur toile, des peintures structurées et des gravures- reliefs avec gaufrage sur papier. 

### Cathédrale d'Images
Fidèle spectateur du Festival d'Avignon et d'Aix-en-Provence, au cours d'une escapade, Lebadang découvre les carrières du village médiéval des Baux-de-Provence où sont projetées sur les parois de calcaire les œuvres d'artistes.
A la demande d’Anne Plécy, la directrice et cofondatrice de la « Carrière de lumières » du village médiéval des Baux-de-Provence (anciennement « Cathédrale d’Images » où Jean Cocteau tourna des scènes du Testament d’Orphée et qui servira de lieu pour des projections d’images géantes), Lebadang crée, dans ce milieu naturel et les immenses galeries creusées dans le roc du Val d’Enfer, un grand Espace de 300 m² sur plus de 10 m de haut. L’exposition intitulée Espace Lebadang a été exceptionnellement visible jusqu’en 2002.

« La matière utilisée pour réaliser les œuvres est de la composition de l’artiste afin de s’intégrer au plus près de celle des parois de la carrière et de préserver la magie de ce lieu unique. »

Myshu Lebadang insère ce texte de Roger Caillois dans le catalogue de l’exposition, en écho avec cet environnement minéral fait de calcaire qui sert d’écrin aux œuvres de Lebadang :
« Écritures des pierres : structures du monde. La vision que l’œil enregistre est toujours pauvre et incertaine. L’imagination l’enrichit et la complète, avec les trésors du souvenir, du savoir, avec tout ce que laissent à sa discrétion l’expérience, la culture et l’histoire, sans compter ce que, d’elle-même, au besoin, elle invente ou elle rêve. » (Roger Caillois, L’Écriture des pierres, Skira, 1970, p.91)

### Bouddha
Après un voyage à Angkor Vat en 2002, il entreprend la série des Bouddha, de grands portraits où le visage de Bouddha, les yeux fermés, semble émerger d'une matière soyeuse et mouchetée faite de dripping et de projections en passes légères et fondues entre elles. L'impression de sérénité invitant à la méditation se dégage de toutes ces toiles. Il poursuivra cette série jusqu'en 2010, année où il entreprend la période Cosmic Family.
Exposition au Musée Hô Chi Minh-Ville à Hô Chi Minh-Ville et participation au Festival de Huê.
En 2003, après une longue période sans exposer à Paris, la galerie parisienne V.R.G (rue Jacob) présente ses œuvres récentes. Poursuite de la série des Bouddha avec des personnages calligraphiés comme les caractères d’un poème qui reprennent les postures des personnages de la Comédie humaine.
En 2004, la galerie Bijutsu Sekai à Tokyo lui consacre une exposition. Mai Courtot présente à la galerie Hoa Mai, à Paris, une exposition personnelle de Lebadang. Les œuvres exposées sont des Espaces sous forme de mobiles peints recto verso et suspendus, des peintures hautement structurées avec un mélange de matières et de techniques picturales. Des œuvres hybrides aux confins de plusieurs registres entre sculpture et peinture.

### Fondation d'Art Lebadang
En 2006, inauguration, en présence de l'artiste, de la Fondation d'Art Lebadang à Huê au Viêt Nam. La Fondation a été créée avec l'appui des autorités de la ville de Huê et de la province de Thùa Thiên-Huê. Elle conserve et expose en permanence plus de 400 œuvres de l’artiste qui reflètent plus de 70 ans de création.

### Cosmic Family
En 2009, pendant un nouveau séjour à Huê, il poursuit son travail sculptural. De retour à Paris, il réalise des terres cuites, des vases aux formes érotiques. D’autres terres cuites représentent le grain de riz qu’il envisage comme une forme d’habitat. Débute la série Cosmic Family qui réunit ses dernières œuvres. Principalement, des huiles sur toile à dominantes bleues et des diptyques qui représentent la famille et la naissance, avec parfois la figure de Bouddha.
Son dernier tableau, réalisé en 2010, est un triptyque de 130 x 291 cm de la série Cosmic Family tout en ocre rouge et jaune, avec des nuances de brun. Lebadang reprend la palette de ses débuts dans un style plus épuré, fait de dripping, de projections et de frottements dans une matière légère qui vibre et respire.

### Salin-de-Giraud
Une stèle à la mémoire des 20 000 travailleurs vietnamiens requis par la France lors de la Seconde Guerre mondiale sera inaugurée le 5 octobre 2014 à Salin-de-Giraud. L'association M.O.I (Mémorial pour les Ouvriers Indochinois) sera le maître d'œuvre de l'ouvrage réalisé d'après une idée originale de Lebadang qui reprend sous forme filaire la posture du paysan vietnamien s'en allant aux rizières, la houe à la main.

### 2015
Lebadang s’éteint, à 94 ans, le 7 mars 2015 à Paris. Ses obsèques ont lieu sous la coupole du cimetière du Père-Lachaise. Plusieurs cérémonies auront lieu au Vietnam, dans son village natal à Bich La Dông et à la Fondation d’art Lebadang à Huê.

### Musée Cernuschi
En 2015, Myshu Lebadang, son épouse, fait une donation au musée Cernuschi (musée des Arts de l'Asie de la ville de Paris) un ensemble d'œuvres sur papier qui reflète toute l'étendue des recherches plastiques et des innovations techniques de l'artiste dans le domaine de l'estampe. La donation comprend 33 estampes, un portfolio de 17 lithographies, 2 aquarelles et 2 toiles.
Du 2 novembre 2016 au 5 mars 2017, une présentation de 20 œuvres de Lebadang au sein du parcours des acquisitions récentes du musée marquera l'entrée de la donation dans les collections du musée.
Parution, en 2018, aux Éditions Lelivredart du livre Genesis, fac-similé d'un carnet de dessins à l'encre de Chine, dont l'original date de 1960.

### Lebadang Memory Space
Le 21 avril 2019 est inauguré en présence de Myshu Lebadang le Lebadang Memory Space situé à Kim Son, près de Huê au Vietnam. Un musée qui abrite une collection privée d'œuvres de Lebadang . L'architecture du bâtiment est contemporaine et il a été conçu et réalisé par l'architecte Hô Viêt Vinh. Sa forme évoque les Espaces de Lebadang. C'est un lieu de mémoire et d’exposition dédié à Lebadang avec un jardin agrémenté de sculptures. L'ensemble répond au vœu de Lebadang de réunir la nature, l'homme et l'art.

### Première monographie
Parution, en février 2022, aux Éditions Lelivredart de la première monographie consacrée à Lebadang, Lebadang 1921-2015, rédigée et conçue par Luc HO avec une préface de Micheline Ngyuên Hai (Myshu Lebadang), veuve de l’artiste. Cette monographie est bilingue français-anglais avec un fascicule de l’ensemble du texte traduit en vietnamien par Thuy Khuê pour le public vietnamien.

### Myshu Lebadang
Micheline Ngyuên Hai (Myshu Lebadang), veuve de l’artiste, décède le 26 décembre 2023 à son domicile, à Paris. Elle est enterrée le 30 janvier 2024 au cimetière du Montparnasse où ses cendres ont rejoint celles de son mari dans la tombe de leur fils Fabrice dit « Touty ».

## Œuvres et thèmes
Pour Lebadang « L'art véritable est toujours de poésie, expression discrète de spectacles simples ou transposition métaphorique d'émotions profondes. »
Dès ses débuts, il peint des paysages qui sont des souvenirs d'enfance de son pays natal. Dès lors la nature sera omniprésente dans son œuvre et l'eau un des éléments essentiels. Dans les années 1980, les paysages se font plus abstraits jusqu'à la série des Espaces où ils sont vus d'en haut.
À l'École des beaux-arts de Toulouse, il réalise en ronde-bosse le buste très réaliste d'un de ses condisciples et un nu féminin en pied. Il poursuivra avec des sculptures et des bas-reliefs sur pierre où des visages et des corps semblent émerger de la matière même. Suivront pour La comédie humaine des sculptures sur bois et en acier inoxydable. Il travaillera d'autres matériaux comme la terre cuite, le bronze, le laiton et l’acier. Il exécutera pour la série Vide et plein des sculptures en fil de fer plastifié et en fil d’or.
Le cheval sera un des thèmes les plus utilisés par l'artiste. Décliné sur plusieurs supports et matériaux, le cheval est souvent seul, entre attitudes et mouvements. Au début, il est dans un style « rupestre » notamment dans plusieurs séries de gravures et de lithographies. Par la suite, l'artiste peint des cavaliers dans des paysages nostalgiques ou imaginaires, et réalise des sculptures en bronze et des découpes dans des feuilles d'aluminium.
De même que les chevaux, le nu aura été un thème récurrent chez l'artiste. Le nu, chez Lebadang, est souvent un trait, un mouvement fluide du pinceau, ou une figure « enfouie » dans des paysages, où le paysage devient corps et le corps, paysage.
L'artiste pratique l'art du papier découpé, entre vide et plein, qui laisse voir, au travers, la lumière comme un théâtre d'ombres. En 2006, Lebadang illustre un chant-légende du peuple Hmong, L'aimée de la rivière noire, paru aux Éditions Alternatives et traduit par Mireille Gansel, avec des découpages de personnages et d'animaux dans des papiers reproduisant les motifs des textiles Hmong et représentant des scènes de la vie quotidienne dans les montagnes du nord du Viêt Nam. En 2012, à l’occasion de la parution du livre L’art de la découpe aux Éditions Alternatives (Gallimard), dans lequel figure l'artiste, deux grands papiers découpés seront exposés à la Librairie du Centre national d'art et de culture Georges Pompidou à Paris, France.
À partir de 2002, après un voyage à Angkor Vat, il entreprend la série des Bouddha, de grands portraits qui semblent émerger d'une matière soyeuse et mouchetée faite de dripping en passes légères et fondues entre elles.
La série Cosmic Family réunira ses dernières œuvres. Principalement, des huiles sur toile et des diptyques qui représentent la famille et la naissance, avec la figure omniprésente de Bouddha. Son dernier tableau (un triptyque de 130 x 291 cm) tout en ocre rouge et jaune, avec des nuances de brun, reprend la palette de ses débuts dans un style plus épuré, fait de dripping, de projections et de frottements dans une matière légère qui vibre et respire.

## Expositions
Sélection d’expositions de 1950 à 2019.
- 1950-1958
  - Librairie galerie du Globe, Paris, France.
  - Galerie de l’Odéon, Paris, France.
  - Galerie Au Seuil Etroit, Paris, France.
  - Galerie Cézanne, Cannes, France.
  - Château de la Napoule, La Napoule, France.
- 1960-1963
  - Galerie Au Seuil Etroit, Paris, France.
  - Galerie Sources, Aix-en-Provence, France.
  - Galerie Ina Fuchs, Dusseldorf, Allemagne.
  - Galerie Mignon-Massart, Nantes, France.
- 1966
  - The Newman Contemporary Art Gallery, Philadelphia, États-Unis.
  - One Man Show au Cincinnati Art Museum, Cincinnati, États-Unis.
- 1972-1979
  - Galerie Fontaine, Paris, France.
  - Frost and Rééd.Gallery, Londres, Angleterre.
  - Kuntsmesse, Dusseldorf, Allemagne.
  - Circle Galeries : New-York, Chicago, San Francisco, Los Angeles, San Diego, États-Unis.
  - Galerie Pierre Hautot, Paris, France.
  - Wonderbank Gallery, Frankfort, Allemagne.
  - Décors et costumes pour l’opéra My Chau - Trong Thuy de NguyễnThiên Đạo, à l’Opéra de Paris, Paris, France.
  - Cherry Creek Gallery of Fine Art, Denver, États-Unis.
- 1980-1986
  - Circle Galeries : Chicago, Dallas, Los Angeles, San Francisco, Houston, New-York, Pittsburg, San Diego, San Jose, Northbrook, Miami, Saint Louis, New-Orleans, Seattle, États-Unis.
  - Clayton Art Gallery, Clayton, États-Unis.
  - Exposition collective Pâte de verre - Sculpture « Cartel L.T.D & Daum-France », New-York, États‑Unis.
  - The Owl Gallery, San Francisco, États-Unis.
  - Walton Street Gallery, Chicago, États-Unis.
  - Gallery in the Square, Boston, États-Unis.
  - Carolyn Summers Gallery, New-Orleans, États-Unis.
  - Altamonte, Springs, États-Unis.
  - Cherry Creek Gallery of Fine Art, Denver, États-Unis.
  - The Old Olive Tree Gallery, Scottsdale, États-Unis.
  - Pavilion Gallery, Portland, États-Unis.
  - Ludeke Gallery, Cincinnati, États-Unis.
  - Pioneer Square Gallery, Seattle, États-Unis.
  - Congress Square Gallery, Portland, États-Unis.
- 1984
  - Art to Wear, Circle Gallery, Trump Tower, New-York, États-Unis.
- 1987
  - Osaka, Tokyo, Kyoto, Nagoya, Ashiya, Japon.
- 1989
  - Prix de « The International Institute of Saint-Louis », Saint-Louis, États-Unis.
- 1990
  - Tokyo International Art Expo, 1990 », Tokyo, Japon.
  - Galerie 4 pieces, Yokohama, Nagoya, Osaka, Kobé, Ashiya, Japon.
  - Kyoto Art Expo, Kyoto, Japon.
- 1991-1996
  - Sélectionné pour réaliser l’épée d’Académicien du Professeur Jacques Ruffié, Paris, France.
  - Citoyen d’honneur de « The City of New Orleans », États-Unis.
  - Exposition « Champêtre », Bích La Đông, Viêt Nam.
  - Est fait « chevalier de l’ordre des Arts et des Lettres », Ministère de la Culture, Paris, France.
  - Park West Gallery, Detroit-Southfield, États-Unis.
  - One Man Show, Birla Academy of Arts and Culture, Calcutta, Inde.
- 1997-2002
  - Création en milieu naturel d’un grand Espace de 300 m2 et 10m de haut, dans les carrières de la « Cathédrale d’Images », Baux-de-Provence, France.
- 2002-2009
  - Musée Hô Chi Minh, Hô Chi Minh-Ville, Viêt Nam.
  - Festival International de Huế, Huế, Viêt Nam.
  - Galerie VRG, Paris, France.
  - Galerie Bijutsu Sekai, Ginza, Tokyo, Japon.
  - Galerie Hoa mai, Paris, France.
  - Fondation d’Art Lebadang, Huế, Viêt Nam.
- 2006
  - Inauguration de la Fondation d’Art Lebadang, Huế, Viêt Nam.
- 2010-2014
  - Festival International de Huế, Huế, Viêt Nam.
  - Musée National de Hànôi, Hànôi, Viêt Nam.
  - Exposition War, Musée Historique de Hànôi, Hànôi, Viêt Nam.
- 2015
  - Lê Bá Đảng - De Bích La Đông à Paris (Lê Bá Đảng - Từ Bích La Đông đến Paris), film de Đặng Nhật Minh (Projection à Huế et à Paris, au cinéma La Clef).
- 2016
  - Fukuoka International Film Festival 2016 - Focus on Asia - 15/9 - 25/9, Japon. Lê Bá Dảng - From Bich La Dông to Paris, Closing in on the Works and World of Lebadang. 2015/Vietnam/22mn/Directed by Dang Nhât Minh. (Projection les 9 et 24/9).
  - Du 2 novembre 2016 au 5 mars 2017, présentation de 20 œuvres au sein du parcours des acquisitions récentes du musée Cernuschi, Paris, France.
- 2019
  - Inauguration du Lebadang Memory Space à Kim Son, près de Huê, au Vietnam, qui présente une collection privée.